# Río Ayalon
El Río Ayalon (en hebreo:  נחל איילון, Nahal Ayalon; en árabe: وادي المصرارة‎, Nahr el-Barideh o Wadi Musrara) es una corriente de agua perenne en Israel, que se origina en Palestina en las colinas de Judea y desemboca en el río Yarkon en el área de Tel Aviv.
La longitud total del río Ayalon es de unos 50 kilómetros y drena un área de 815 kilómetros cuadrados. Se inicia al oeste de Ramala, cerca de los asentamientos israelíes de Givat Zeev y Givon HaHadasha, fluye hacia abajo a través del valle de Ayalon de la región de Shephelah, llega a la Llanura Costera y pasa cerca de Ben Gurion, siendo desviado de su cauce original a través de un canal artificial de cemento a lo largo del norte y el sur bordeando la autopista Ayalon en el centro de Tel Aviv en el este, y siguiendo en el río Yarkon en Tel Aviv.

## Véase también

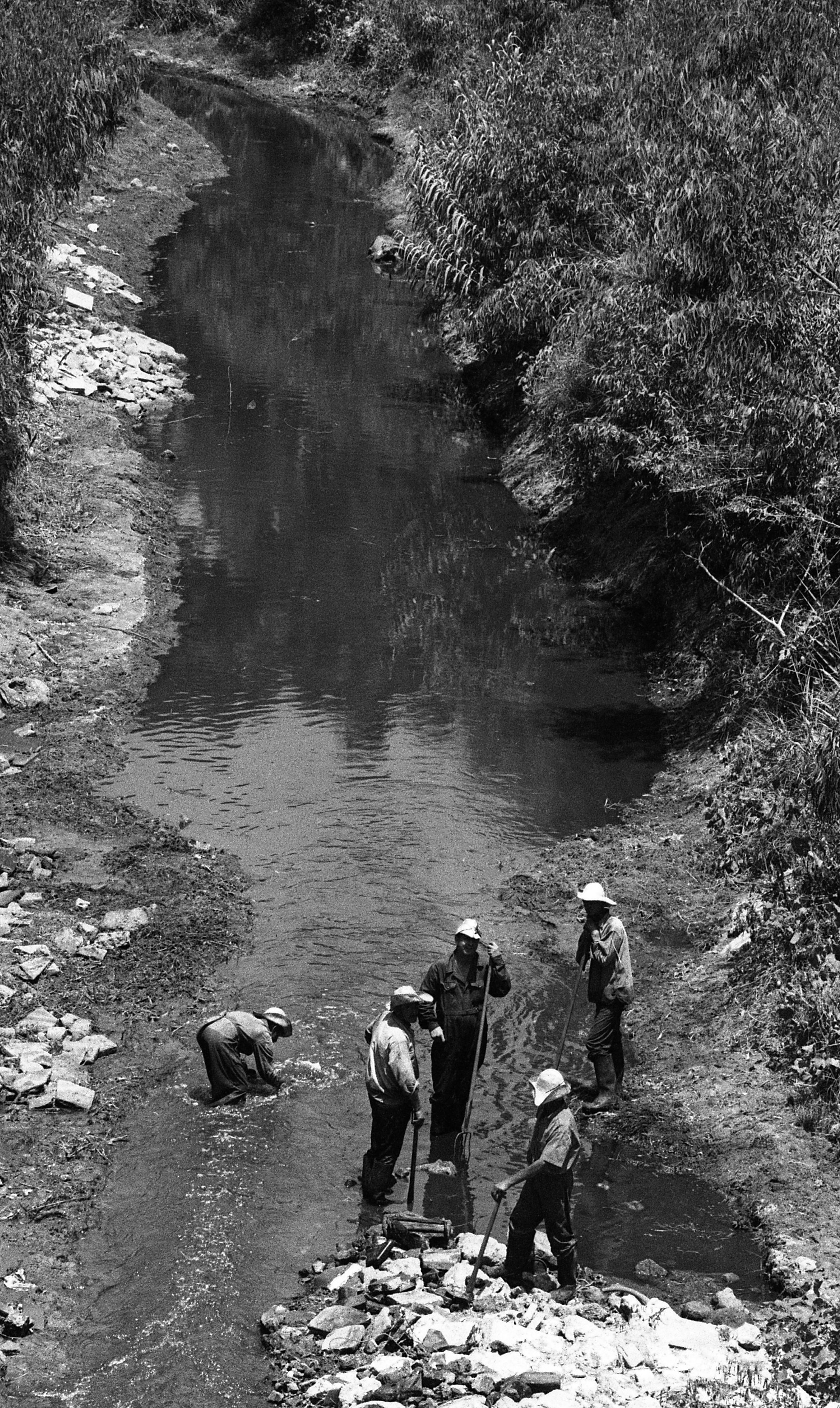
Proyecto de limpieza y mejora ecológica del río, 1969